# راس براون
راس براون (انگلیسی: Ross Brawn؛ زادهٔ ۲۳ نوامبر ۱۹۵۴) کارآفرین، بازرگان و مدیر ارشد اجرایی اهل بریتانیا است.